# 에스톡

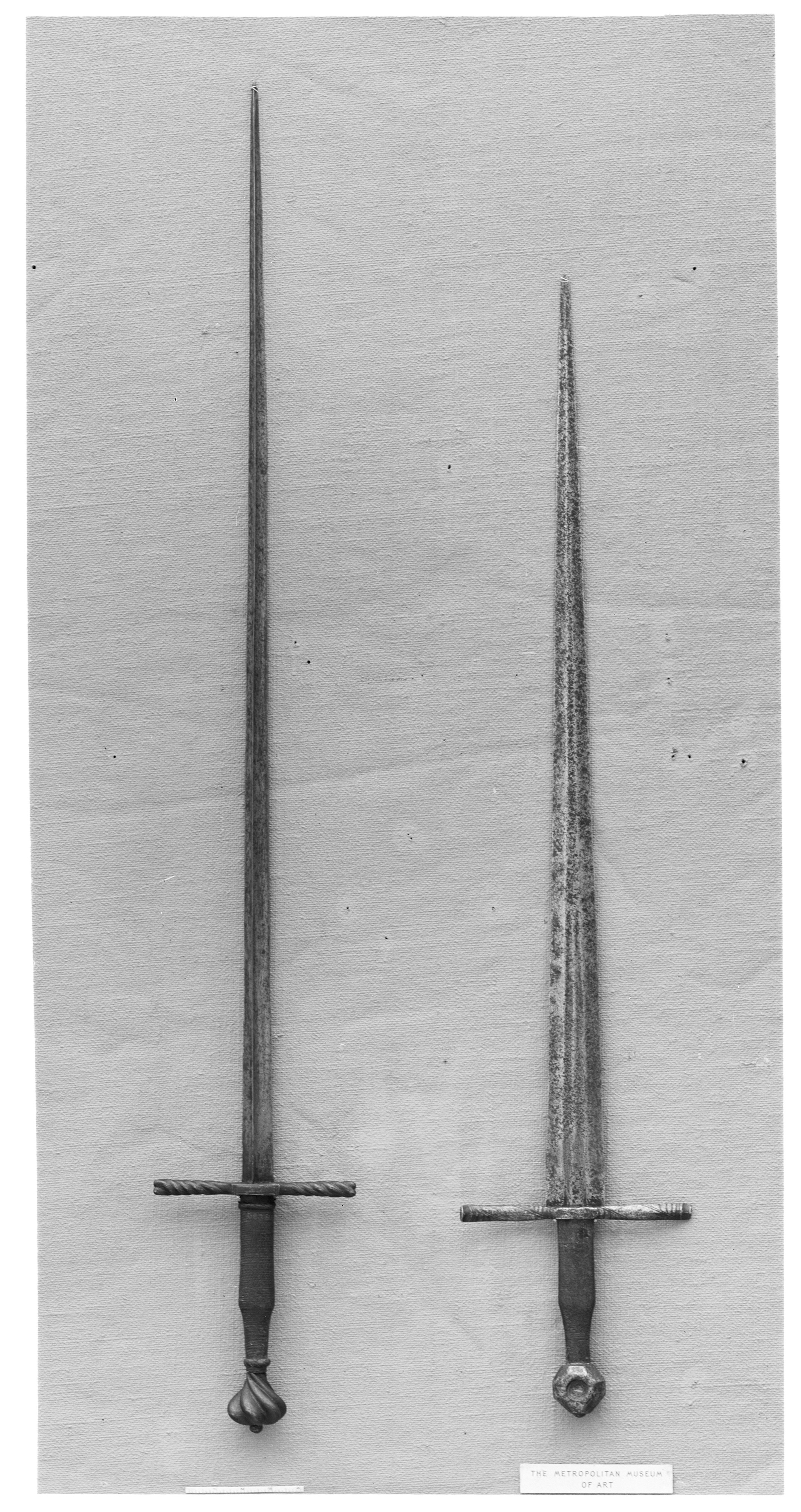
에스톡(좌)과 장검(우)

에스톡(프랑스어: estoc) 또는 터크(영어: tuck)는 14세기부터 17세기에 걸쳐 사용된 유럽의 검이다.
에스톡은 장검의 변형으로, 쇄자갑이나 판금갑을 파훼하기 위해 만들어졌다. 갑주가 발달함에 베는 날붙이가 효용을 잃게 되자 갑주를 파훼하기 위한 방법들도 새로이 개발되기 시작했다. 메이스나 도끼 같은 둔기들이 주무기로 사용되게 되었고, 또한 쇄자갑의 사슬 고리나 판금갑의 관절 틈새를 노리는 찌르기 무기가 등장했는데 이것이 에스톡이 만들어지게 된 배경이다. 프랑스어로 에스톡이란 단어 그 자체가 "찌르다"라는 뜻이기도 하다.
검봉이 길고 곧으며 날이 없으며 끝만 뾰족하다. 폴란드에서 발견된 에스톡은 길이가 1.32 미터, 칼자루를 포함하면 1.57 미터에 달하는 극단적인 것도 있다. 하지만 대개는 0.91 미터, 칼자루 포함 1.17 미터 정도였다. 무게는 4 파운드(2 킬로그램)이 평균적이며 아무리 무거워도 6 파운드를 넘는 것은 없다.
검봉의 단면은 삼각형, 사각형, 장사방형, 육각형 등인데, 어느 모양이든 도저히 날을 세워 베기 공격을 하는 것은 불가능하다는 공통점을 갖는다. 그 대신 매우 길고 뻣뻣하며 끝이 매우 예리할 정도로 뾰족하게 발달했다. 사실상 칼자루가 달린 커다란 송곳과 같은 물건이다.
에스톡은 따로 칼집 없이 마상 상태에서는 안장에 걸어놓고 도보 상태에서는 허리띠에 매다는 형태로 패용했다. 그러나 시간이 지나면서 보병들은 에스톡도 다른 도검처럼 칼집을 사용하는 경우가 생겼다. 에스톡은 대부분 대검 수준으로 커다란 칼자루를 가졌으며, 일부는 츠바이헨더처럼 길다란 리카소가 달리기도 했다. 에스톡이 찌르기 전용 무기인 특성상 츠바이헨더처럼 양손으로 잡는 것이 찌르기 공격을 보다 안정적으로 하기에 유리했을 것이다.

## 같이 보기
- 콘체스
- 레이피어